# Buk Book: Och Charles Bukowski
Buk Book: Och Charles Bukowski (anglicky The Buk Book: musings on Charles Bukowski) je útlá brožovaná knížečka obsahující životopis amerického básníka, prozaika a fejetonisty Charlese Bukowského. Kniha vyšla v roce 1997, napsal ji Jim Christy a fotografie pořídil Claude Powell. Není rozčleněna na kapitoly a má 96 stran.
Česky knihu vydalo nakladatelství Pragma v roce 2004.

## Obsah
„Nesnáším život“ (Charles Bukowski) – tímto citátem začíná životopis zpracovaný Jimem Christym a doplněný fotografiemi Charlese Bukowského, které pořídil jeho přítel Claude Powell během sezení přátel v době, kdy Bukowski prožíval jeden z mnoha rozchodů s Lindou Kingovou. 

Pivo a víno teklo proudem a po pár hodinách se Powell zeptal zasmušilého Bukowského, zda by mu nevadilo pár snímků. Bukowského smutek byl na nich patrný, což se rozhodla změnit přítomná dívka (v knize uvedená pod jménem Gina). Svlékla se a začala Charlese rozptylovat, takže na další sérii společných snímků se Bukowski tváří spokojeně a věnuje se příjemným záležitostem.
Kniha shrnuje ve zkratce nejvýznamnější etapy autorova života, zmiňuje důležitou tvorbu a obsahuje mnoho historek. Seznamuje čtenáře např. s Bukowského lpěním na „drsném postoji“, se zážitky z recitace poezie, s jeho neblaze proslulým chováním k jiným lidem, s jeho cestami do Evropy, s rostoucí popularitou, s níž ruku v ruce stoupal i zájem žen atd.
Nalezneme v ní i několik náhledů a citací osob, které byly přímo přáteli autora, nebo se pohybovaly v jeho blízkosti (Harold Norse, Claude Powell, Gundolf Freyermuth,...) .
Závěrem Jim Christy hodnotí styl Bukowského psaní a jeho vliv.

„Nesnáším smrt“ – říká Bukowski v epilogu.